# Seznam trenutnih Disneylandovih atrakcij
Seznam trenutnih atrakcij v zabaviščnem parku Disneyland (Kalifornija).
Disneyland je tematski park znotraj Letovišča Disneyland v Anaheimu,Kalifornija, ki ga je dal zgraditi Walt Disney. Tukaj je seznam trenutnih atrakcij s kratkim opisom, urejenih po »deželah«. Tukaj so vštete samo atrakcije zabavišnega parka Disneyland, tematski park Disney's California Adventure ali drugi deli Letovišča Disneyland tukaj niso všteti. Izraz “atrakcije” podjetje The Walt Disney Company uporablja kot skupno ime za (različne vožnje z vlakci, predstave, razstave,itd.) Disneyland Park premore trenutno 58 atrakcij, kar je največ za Disneyeve tematske parke. 

## Main Street, U.S.A.
Disneyland Railroad (odprto leta 1955)Železnica, ki obkroža Disneyland.
Main Street Cinema (1955)Zgrajen kot teater iz 20-ega stoletja, predstava kjer prikazujejo Walt Disney prvih 6 risank o Miki Miški, vključno z Plane Crazy in Steamboat Willie
Fire Engine (1955)
Horse-Drawn Streetcars (1955)
Horseless Carriage (1958)
Omnibus (1959)
Disneyland: The First 50 Magical Years (2005)muzej ob 50. obletnici Disneylanda. Tukaj lahko vidite različne costume Miki Miške, maketo Disneylanda na dan otvoritve in film z Stevom Martinom (ki je delal v trgovini Disneyland Magic Shop)  in Jaka Racman, ki obiskovlcem prestavlja zgodovino Disneylanda.

## Tomorrowland
Astro Orbitor (1998)podobna raketam iz preteklosti, vožnja z majhnimi »vesoljskimi ladjami«, ki koržijo po zraku.
Autopia (1955)obiskovalci lahko po tirih vozijo majhne avtomobilčke, kjer lahko vozijo s poljubno hitrostjo, vendar ne morejo zaviti s steze.
Buzz Lightyear Astro Blasters (2005)gostje se vozijo v avtomobilčkih podobnim vesoljski ladji z infrardečimi laserskimi pištolami. Gostje morajo zadevati tarče in doseči čim več točk.
Disneyland Monorail (1959)ta enotirna železnica potuje skozi deželo Tomorrowland, Fantasyland in večino dežele Disney's California Adventure.
Disneyland Railroad (1955)železnica Disneyland Railroad ima postajo v Tomorrowlandu.
Finding Nemo Submarine Voyage (2007)vožnja s podmornico s podvodnimi projekcijami, ki je bila postavljena namesto bivše atrakcije Submarine Voyage.
"Honey, I Shrunk the Audience" (1998)3-D film “Pomanjšal sem občinstvo” je nadaljevanje filma Draga, pomanjšal sem otroka
Innoventions (1998)velika okrogla zgradba, ki je namenjena raznim igram in prikazu novih tehnologij, kot na primer EPcot
Space Mountain (1977, ponovno odprto 2005)dvoranski vlakec z vožnjo v temi.
Starcade (1977)Prostor namenjem igranju najnovejših iger, zračni hokej in pogosto novim filmskim simulacijam iger.
Star Tours (1987)vožnja s simulacijo po vesolju filma Star Wars.

## Fantasyland
Alica v deželi čudes (1958)ena izmed mnogih Disneyevih dark ride voženj(še posebej Fantasyland), ta atrakcija voznike naloži v velike svetleče gosenice, ki ji skozi veliko notranjih zaslonov popelje skozi zgodbo o Alici.
Casey Jr. Circus Train (1955)Gostje se vozijo v različni cirkuških avtomobilčkih kjer lahko opazujejo miniaturnih mest, hišk itd.
Disney Princess Fantasy Faire (2006)Locirano v teatru Fantasyland Theatre.
Dumbo the Flying Elephant (1955)vožnja podobna vozilom  v obliki Astro Orbitor, vozniki lahko letijo v replikah likov iz risanke Dumbo v katerih lahko kontrolirajo višino na kateri letijo.
It's a Small World (1966)vožnja s čolnom kjer se popeljemo skozi različne svetovne kulture
King Arthur Carrousel (1955)ringlšpil s starinskimi konjički.
Mad Tea Party (1955)vožnja v krog s skodelicami.
Matterhorn Bobsleds (1959)vlakec, ki vozi po zmanjšani repliki Matterhorna v velikosti 1/100, najvišje gore v švicarskih Alpah. Ta atrakcija je bila prva za vlakce, ki je zgradila stezo z okroglo železno cevjo na katero so prirejene tračnice. Zato je le ta prejela nekaj nagrad leta 1978.
Mr. Toad's Wild Ride (1955)temačna vožnja po zamisli The Adventures of Ichabod and Mr. Toad. Ponovno so jo odprli leta 1983 kot del New Fantasyland.
Peter Pan's Flight (1955)unikatna različica na temo temačne vožnje, obiskovalec poleti skozi piratsko ladjo po kreativni interpretaciji Disneyeve različice Peter Pana, s potovanjem skozi London in potem še skozi Neverland. Ponovno so jo odprli leta 1983 kot del New Fantasyland.
Pinocchio's Daring Journey (1983)vožnja dark ride skozi zgodbo v filmu o  Pinokiu.
Snow White's Scary Adventures (1955 odprta pod imenom Snow White's Adventures)vožnja dark ride po zamili prvega Disneyevega animiranega filma. Tam je bilo plastično jabolko v Hagovi roki, vendar ga je veliko gostov hotelo ukrasti. Roko (in jabolko) je zamenjal 3D prikaz.
Storybook Land Canal Boats (1955 odprto kot Canal Boats of the World)vožnja s čolnom in podobna vlakcu Casey Jr. Circus Train. Tukaj vidite prizore iz Pinokia, Pepelke,…
Sleeping Beauty Castle Walkthrough (2008)

## Frontierland
Big Thunder Mountain Railroad (1979)še en vlakec smrti, ki je v obliki rudniških vozov (vlakcev). Zamenjal je bolj mirnega vlakca »Nature's Wonderland Mine Train« in mnogi njegovi elementi so bili vkomponirani
Tom Sawyer Island (1956)otok obkrožen z ameriškimi rekami in utrdbo iz Divjega, semeniščem.
Frontierland Shootin' Exposition (1957 kot Frontierland Shooting Gallery, postane Frontierland Shootin' Arcade 1985, Frontierland Shootin' Exposition  pa leta 1996)strelska galerija. Dobili so tudi varnejše laserske pištole.
Mark Twain Riverboat (1955)velika rečna ladja na mlin s katero se dvajset minut vozite okrog ameriških rek in se razgledujete naokrog.
Rafts to Tom Sawyer Island (1956)velik lessen splav, ki obiskovalce vozi na otok Toma Sawyerja.
Sailing Ship Columbia (1958)replica prve ameriške ladje, ki je obplula svet, vozi pa po isti poti kot Mark Twain Riverboat.
Big Thunder Ranch (1986 in zaprto 1996, ter ponovno odprto leta 2004, kot Little Patch of Heaven, je leta 2005 postal Big Thunder Ranch)majhen živalski vrt za ljubljenčke na koncu Frontierlanda.
The Golden Horseshoe Stage (1955 kot Golden Horseshoe Saloon, leta 1999 se preimenuje v The Golden Horseshoe Stage)prizorišče za razne predstave; pevske, plesne, standup komedije, bluegrass glasbo in drugo zabavo v katerih nastopajo Billy Hill and the Hillbillies.

## Adventureland
Enchanted Tiki Room (1963)prikaz anomatronske tehnologije, pojočih ptic, rož. To je bila prva Disneyland atrakcija te vrste.
Indiana Jones Adventure (1995)vožnja narejena po franšizi filmov  Indiana Jones. V njej se vozite z džipi in vas premetava.
Jungle Cruise (1955)“Kapitan” upravlja čoln (pravzaprav je na podvodnih tirih) in vas popelje skozi džunglo poseljeno divjimi živalimi in divjino. REka je postavljena v džunglo z afriškimi, južno ameriškim in indijanskimi elementi.
Tarzan's Treehouse (1999)je replika  drevesne hiške, ki sta jo v filmu o Tarzanu zgradila njegova starša. Je sprehos skozi atrakcijo.

## New Orleans Square
Disneyland Railroad (1966)železnica Disneyland Railroad ima postajo na New Orleans Square.
Haunted Mansion (1969)vožnja  po dvorcu, ki straši, skozi New Orleans iz 19. stoletja.
Pirati z Karibov (1967)15 minutna dark ride vožnja s čolnom skozi galerijo avdio animatroničnih lutk.

## Critter Country
Splash Mountain (1989)vožnja povzeta po filmu Song of the South. Potniki potujejo s hlodi po vodi in je ena najbolj priljubljenih atrakcij
Davy Crockett's Explorer Canoes (1971)gostje veslajo v kanujih in se vozijo po ameriških rekah okrog otoka Toma Sawyerja.
The Many Adventures of Winnie the Pooh (2003)vožnja ki ponazori nepozabne trenutke iz risank o  Winnie the Pooh .

## Mickey's Toontown
Chip 'n Dale Treehouse (1993)hišica na drevi, zgrajena na osnovi Chip 'n Dale.
Disneyland Railroad (1955)Železnica Disneyland railroad ima postajo v mestu Mickey's Toontown.
Donald's Boat (1993)veliki čoln na kopnu, kakršnega bi lahko imel Jaka Racman might have. Imenuje se Miss Daisy po racmanki Daisy Duck. Pojavljal se je tudi v medijih.
Gadget's Go Coaster (1993)vlak smrti, zgrajen po liku Gadgeta iz Chip 'n Dale Rescue Rangers.
Goofy's Playhouse (2006)igrišče za otroke povzeto po Goofyevi hiški (kar je bilo včasih bouncehouse).
Mickey's House & Meet Mickey (1993)Mikikijeva hiška. Na koncu gostje vstopijo v »movie barn«, kjer se imajo priložnost srečati z njim.
Minnie's House (1993)Minnijina hiška, kjer obiskovalci lahko srečajo Minnie Miško od leta 2004
Roger Rabbit's Car Toon Spin (1994)kombinacija standarden dark ride vožnje in zabava Mad Tea Party. Obiskovalci se vozijo v avtu, ki je podoben Taxi Benu iz risanke Who Framed Roger Rabbit, poi menu Lenny,  kjer potujejo skozi cetno zgodbo, ki je zelo podobna temu filmu.
- Walt Disneyeva Parada sanj- 2005
- Celebrate! A Street Party- se odpre 27.marca, 2009